# Echinocereus pseudopectinatus
Echinocereus pseudopectinatus är en kaktusväxtart som först beskrevs av Nigel Paul Taylor, och fick sitt nu gällande namn av Nigel Paul Taylor. Echinocereus pseudopectinatus ingår i släktet Echinocereus och familjen kaktusväxter. Inga underarter finns listade i Catalogue of Life.